# Мунайлинский район
Мунайлинский район (каз. Мұнайлы ауданы) — район на западе Мангистауской области, вокруг города Актау. Административный центр — село Мангистау.

## Население
По состоянию на 1 февраля 2025 года численность населения — 210 422 человек, 75 процентов от общей численности населения района составляют кандасы. С 2007 года на территории района переселены 46 173 человека оралманов.

## Административное деление
В состав района входят 7 сельских округов: Мангистау, Баянды, Кызылтобе, Даулет, Атамекен, Баскудык и Батыр. Сёла района — Мангистау, Баянды, Кызылтобе, Атамекен, Баскудук, Даулет, Бирлик.
1. Мангистауский сельский округ
2. Баяндинский сельский округ
3. Кызылтобинский сельский округ
4. Даулетский сельский округ
5. Атамекенский сельский округ
6. Баскудыкский сельский округ
7. Батырский сельский округ

## История
Мунайлинский район образован Указом Президента РК № 338 от 4 июня 2007 года из прилегающих территории к г. Актау сельских населенных пунктов в целях решения проблем оралманов, составляющих основную часть жителей.

## Главы
- Казахбаев, Оспан Даденович (с 2007 по 2010 годы)
- Абилов, Елубай Жакаевич (апрель 2010 года — июль 2015 года)
- Тажибаев, Нурлан Тулегенович[5] (2015—2018)
- Елтизаров, Рахат Тезекбаевич (с 22 ноября 2018)
- Кумискалиев, Ержан Копжасарович [6] (с 5 апреля 2022)